# Dolnośląski Ośrodek Studiów Strategicznych
Dolnośląski Ośrodek Studiów Strategicznych (DOSS) – ośrodek analityczny typu think-tank, założony we Wrocławiu, działający w latach 2004-2014 roku w formie stowarzyszenia.
Dolnośląski Ośrodek Studiów Strategicznych prowadził działalność analityczną, ekspercką i wydawniczą. Ośrodek koncentrował się na problematyce stosunków międzynarodowych, polityce zagranicznej i wewnętrznej państw, ze szczególnym uwzględnieniem roli Polski i Dolnego Śląska.
Dolnośląski Ośrodek Studiów Strategicznych wydaje kwartalnik Wrocławski Przegląd Międzynarodowy.  